# Louis Loewe
Louis Loewe (ur. 24 czerwca 1809 w Białej, zm. 5 listopada 1888 w Londynie) – niemiecki językoznawca, orientalista i tłumacz.

## Życiorys
Urodził się w rodzinie niemieckich Żydów z Białej. Studiował na jesziwach w Lesznie i Bratysławie, a następnie na uniwersytetach w Wiedniu i Berlinie. W 1833 przeprowadził się do Londynu. W 1837 wyjechał do Egiptu w celu przeprowadzania badań nad językami egipskim i etiopskim, odczytując przy okazji starożytne inskrypcje w Tebach, Aleksandrii i Kairze. Następnie wyjechał do Palestyny. W okolicy Safedu został napadnięty przez druzów, którzy zniszczyli część jego notatek. Prowadził badania nad Samarytanami w Nablusie. W Damaszku dokonał zakupu cennej kolekcji unikalnych antycznych monet. W Konstantynopolu studiował rękopisy Karaimów i nabył wiele rzadkich książek. Swoje podróże po Bliskim Wschodzie opisywał w żydowskim tygodniku „Allgemeine Zeitung des Judentums”.
Od 1839 towarzyszył Mosesowi Montefiorowi jako jego osobisty sekretarz i tłumacz we wszystkich jego podróżach. W 1840 wraz z Montefiorem, Adolphem Crémieux i Salomonem Munkiem udał się do Egiptu i Turcji żeby przeprowadzić dochodzenie w sprawie prześladowań Żydów. W latach 1856–1858 był nauczycielem w Jews’ College w Londynie. Założył szkołę dla żydowskich chłopców w 1861 w Brighton. Opublikował kilka książek o językach orientalnych.